# Luke Benward
Luke Aaron Benward (Franklin, 12 maggio 1995) è un attore statunitense.
Ha recitato nel film How to Eat Fried Worms (per cui ha vinto un Young Artist Award), prodotto dalla Walden Media, dove interpretava Billy, e nel film Disney per la televisione Gli esploratori del tempo.
Nella sua carriera ha affiancato altre emergenti giovani promesse del cinema note in particolar modo al pubblico dei ragazzi e adolescenti, quali Jason Dolley e Nicholas Braun.

## Vita privata
Luke è nato e vive a Franklin, in Tennessee, da Kenda e Aaron Benward. Suo padre è nel duo country Blue Country, sua madre fa l'attrice, la modella e insegna  recitazione; suo nonno è Jeoffrey Benward, un artista dei Contemporary Christian. Ha 2 sorelle minori, Ella e Gracie.

## Carriera
La carriera di Luke inizia nel 2002 quando ottiene il ruolo di David Moore nel film We Were Soldiers - Fino All'Ultimo Uomo nel 2002. A 7 anni, è apparso nel video musicale "Concrete Angel" di Martina McBride.  Il suo successo cresce nel 2006, interpretando Billy Forrester nel film Come Mangiare I Vermi Fritti, grazie al quale vince il premio Young Artist Awards nella categoria "Best Young Ensemble in a Feature Film".
Ha recitato nel ruolo di Charlie Tuttle, un ragazzo di 14 anni, nel film Disney per la televisione Gli esploratori del tempo, in quello del quattordicenne Alan in Dear John. È Nicholas Roland detto Nicky nella serie Disney Mostly Ghostly, affiancato da Madison Pettis e Sterling Beaumon. Sempre per film Disney per la televisione, in Girl vs. Monster, ha il ruolo di Ryan Dean, mentre è Will Cloud nel film Disney per la televisione Cloud 9 (2014) insieme a Dove Cameron (star della serie Disney Liv e Maddie) ed è apparso in alcuni episodi della serie Buona Fortuna, Charlie nel ruolo di Beau. È conosciuto anche per il ruolo principale di Dillion nel nuovo show Ravenswood  sul canale ABC Family. Nel 2016 ha il ruolo di Thor nella serie Girl Meets World, apparendo solo in pochi episodi.
Ritorna ancora affiancato dalla star Dove Cameron nel videoclip di Make You Stay, singolo della band "The Girl And The Dreamcatcher".
Luke ha interpretato anche Matthew Pearson, l'ex-ragazzo di Emily Hobbs (Ryan Newman) in See Dad Run. Ha interpretato Stevie Dewberry nel film Il mio amico a quattro zampe. 
Il suo primo album, Let Your Love Out, uscito il 5 gennaio 2009, contiene 5 canzoni. Inoltre ha fatto un tour con il gruppo Cristiano iShine LIVE, cantando le sue canzoni in concerto. Il livello dei suoi ascolti ha fatto sì che venisse messo sotto contratto dalla Crowd Productions.
Inoltre ha lavorato per vari marchi commerciali, incluse Nintendo, McDonald's, Willy Wonka, American Express e Hamburger Helper.

## Discografia

### EP
- 2009 - Let Your Love Out

### Singoli
- 2012 - Had Me @ Hello (tratto dall'album Make Your Mark: Ultimate Playlist)

### Singoli promozionali
- 2014 - Cloud 9 (con Dove Cameron)

## Videografia
| Anno | Video         | Regista/i                    |
| ---- | ------------- | ---------------------------- |
| 2009 | Everyday Hero | Kenda Benward e Bart Conover |

## Apparizioni
- 2002 - Concrete Angel (con Martina McBride)
- 2004 - That's Cool (con i Blue County)
- 2016 - Make You Stay (con i The Girl and the Dreamcatcher)
- 2018 - You Make it Easy (con Jason Aldean)

## Filmografia

### Cinema
- We Were Soldiers - Fino all'ultimo uomo (We Were Soldiers), regia di Randall Wallace (2002)
- Il mio amico a quattro zampe (Because of Winn-Dixie), regia di Wayne Wang (2005)
- Come mangiare i vermi fritti (How to Eat Fried Worms), regia di Bob Dolman (2006)
- R.L. Stine: I racconti del brivido - Fantasmagoriche avventure (Mostly Ghostly), regia di Richard Correll (2008)
- Diamond Dog - Un tesoro di cane, regia di Mark Stouffer (2008)
- Dear John, regia di Lasse Hallström (2010)
- Field of Lost Shoes, regia di Sean McNamara (2014)
- Life of the Party, regia di Ben Falcone (2018)
- Voglio una vita a forma di me (Dumplin'), regia di Anne Fletcher (2018)
- Measure of a Man, regia di Jim Loach (2018)
- Grand Isle, regia di Steven S. Campanelli (2019)
- Playing God, regia di Scott Brignac (2021)

### Televisione
- Tre nipoti e un maggiordomo (Family Affair) – serie TV, episodi 1x01-1x02 (2002)
- Gli esploratori del tempo (Minutemen), film TV, regia di Lev L. Spiro (2008)
- Girl vs. Monster, regia di Stuart Gillard – film TV (2012)
- Ravenswood – serie TV (2013-2014)
- Buona fortuna Charlie – serie TV, 6 episodi, 4x07-4x08-4x10-4x11-4x12-4x16 (2013)
- Cloud 9, regia di Paul Hoen – film TV (2014)
- CSI - Scena del crimine  – serie TV, episodio 15x17, nel ruolo di "Axel Vargas" (2015)

## Doppiatori italiani
Nelle versioni in italiano delle opere in cui ha recitato, Luke Benward è stato doppiato da:
- Manuel Meli in Gli esploratori del tempo, Cloud 9
- Alessio Puccio in Il mio amico a quattro zampe
- Federico Zanandrea in Girl vs Monster
- Alex Polidori in The Goldbergs
- Emanuele Ruzza in Life of the Party
- Andrea Beltramo in Grand Isle